# Kanton La Chapelle-de-Guinchay
Kanton La Chapelle-de-Guinchay (francouzsky Canton de la Chapelle-de-Guinchay) je francouzský kanton v departementu Saône-et-Loire v regionu Burgundsko. Tvoří ho 11 obcí.

## Obce kantonu
- Chaintré
- Chânes
- La Chapelle-de-Guinchay
- Chasselas
- Crêches-sur-Saône
- Leynes
- Pruzilly
- Romanèche-Thorins
- Saint-Amour-Bellevue
- Saint-Symphorien-d'Ancelles
- Saint-Vérand